# Fujifilm

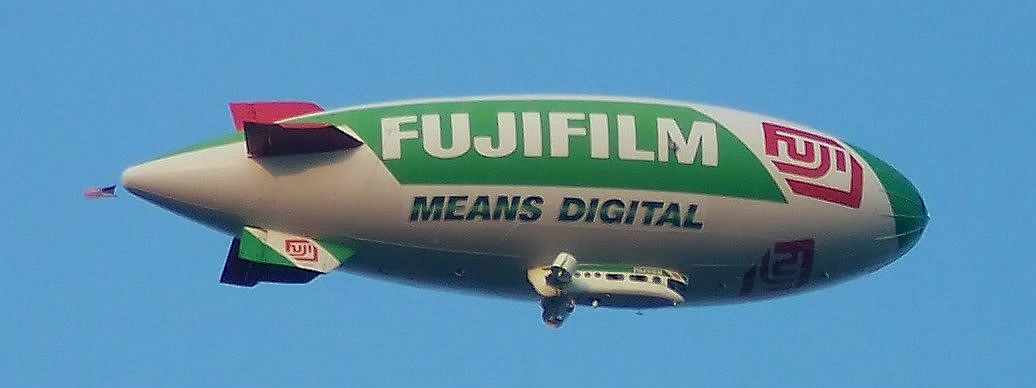
Reklamní vzducholoď Fujifilm

Fujifilm (plným názvem Fujifilm Holdings Corporation) je japonský největší světový výrobce fotoaparátů a filmů. Později začala firma vyrábět i vyvolávací zařízení a tiskárny.

## FUJIFILM Holdings Corporation
Ředitelem je Šhigetaka Komori (Shigetaka Komori)
Sídlo je v ulici Akasaka 9-chome 7-3, ve čtvrti Minato-ku v Tokiu, Japonsko
Její kapitál je 40 miliard jenů (8 miliard Kč, stav v březnu 2009).
Celkem holding a jeho 234 společnosti zaměstnávají 76 252 lidí.
Společnost byla založena již 20. ledna 1934 a 1. října 2006 se z Fuji Photo Film Co., Ltd. transformovala na holdingovou společnost s nynějším názvem. Obchod převzala nově ustavená FUJIFILM Corporation.
Oborem činnosti je vývoj, výroba, prodej a servis zobrazovací techniky a řešení:
- barevné filmy, digitální fotopřístroje, vyvolávací zařízení, barevné papíry, chemikálie a služby pro zpracování fotografií atp.,
- přístroje a materiály pro léčebné systémy a zvyšování kvality života,
- zařízení a materiály pro grafiku, materiály pro projekční plochy,
- záznamová media a materiály, tiskové inkousty a dokumentové materiály vůbec
- optické přístroje, elektronické přístroje – kancelářské kopírky, tiskárny atd. a související služby.

## FUJIFILM Corporation
Její celosvětové obchodní aktivity v oblasti zobrazovací a informační techniky provozuje společnost FUJIFILM Corporation, založená 2. října 2006. Přímo navazuje na činnost společnosti Fuji Photo Film. Co. Ltd. (založené již v roce 1934), která se roku 2006 přeměnila na holding Fujifilm Holdings Corporation.
Prezidentem a CEO (chief executive officer) i této společnosti je Šigetaka Komori (Shigetaka Komori).
Oblasti jejího zájmu, základní jmění a sídlo jsou shodné, jako u FUJIFILM Holdings Corporation.